# María Dolores Mirón Pérez
María Dolores Mirón Pérez (Almería, 8 de octubre de 1965) es una arqueóloga. Profesora titular del Departamento de Prehistoria y Arqueología de la Universidad de Granada y miembro de Instituto Universitario de Estudios de las Mujeres y de Género de la Universidad de Granada. 

## Trayectoria académica
Sus líneas de investigación se centran en la Historia y Arqueología de las mujeres en el mundo clásico, con especial énfasis en la relación entre poder, religión y género en el mundo griego. Ha participado, entre otros, en los siguientes proyectos de investigación: Mujeres y movilidad espacial en la Bética romana (Consejería de Innovación, Ciencia y Empresa de la Junta de Andalucía. 2003-2008); Virtudes clásicas de paz en la Europa Mediterránea (Plan Nacional I+D. 2007-2011); o Política y género en la propaganda en la Antigüedad. Antecedentes y legado (Plan Nacional I+D. 2008-2011). Género y arquitectura en la sociedad romana antigua. Matronazgo cívico en las provincias occidentales (Plan Nacional I+D, 2014-2017). 
En la Universidad de Granada imparte las siguientes asignaturas, todas ellas relacionadas con la historia de las mujeres y las relaciones de género en la antigüedad: en el Grado en Historia, Arqueología del Mundo Clásico; en el Grado en Arqueología, Arqueología del Género; en el Máster Universitario en Arqueología, Arqueología del Mundo Antiguo y Ciudad y territorio en el Mundo Griego; en el Máster Interuniversitario Erasmus Mundus GEMMA. Estudios de las Mujeres y de Género, Las mujeres en la Antigüedad Clásica y Género y paz; y por último, en el programa de Doctorado en Historia y Artes, Género e Historia.